# Хемотроф
Хемотроф е организъм, който си набавя нужната енергия чрез оксидация на химични съединения, богати на енергия, в процес наречен хемосинтеза. Тези съединения могат да са органични (хемоорганотрофи) или неорганични (хемолитотрофи). Хемотрофите се различават от фототрофите, които използват слънчевата енергия. Хемотрофи могат да бъдат както автотрофни, така и хетеротрофни организми. Най-често хемотрофи се срещат на океанското дъно, където слънчевата светлина не може да ги достигне, тъй като те не зависят от нея. На океанското дъно може да има подводни вулкани, които да отдават топлина, заместваща слънчевата.

## Хемоавтотрофи
Хемоавтотрофите (или хемотрофни автотрофи), освен че извличат енергия от химични реакции, синтезират всичките си нужни органични съединения от въглероден диоксид. Хемоавтотрофите използват неорганични източници на енергия като водород, серовородод, железен(II) оксид и амоняк. Повечето хемоавтотрофи са екстремофили, бактерии или археи, които живеят при тежки условия (например хидротермални комини) и са първични продуценти в такива екосистеми. Хемоавтотрофите обикновено се разделят на няколко групи: метаногени, халофили, окислители и редуктори на сяра, нитрификатори, анамоксни бактерии и термоацидофили. Пример за термоацидофилни прокариоти е родът Sulfolobus. Растежът при някои хемолитотрофни бактерии може да е изключително бърз, достигайки двойно нарастване на всеки час.

## Хемохетеротрофи
Хемохетеротрофите (или хемотрофни хетеротрофи) не могат да обработват въглерода, за да образуват органичните си съединения. Те се делят на хемолитохетеротрофи, използващи неорганични източници на енергия (например сяра), и хемоорганохетеротрофи, използващи органични източници на енергия (например въглехидрати, липиди и протеини). Повечето животни и гъби са хемохетеротрофи.

## Бактерии, оксидиращи желязо и манган
В дълбоките части на океана, съществуват бактерии, които набавят енергията си чрез оксидиране на желязо (Fe2+ към Fe3+). Приетият електрон от тази реакция редуцира респираторната верига и следователно може да се използва за синтез на АТФ чрез права електрон-транспортната верига или НАД чрез обратна електрон-транспортната верига, като по този начин се заменя или се усилва традиционната фототрофия. По принцип желязо-оксидиращите бактерии могат да съществуват само в области с висока концентрация на желязо. Все още не е изяснено как точно тези бактерии извличат желязото от магмените скали.
Манган-оксидиращите бактерии също използват магмените скали по подобен начин, като оксидират Mn2+ до Mn4+. Манганът е по-оскъден от желязото в океанската кора, но много по-лесно се извлича от бактериите. Освен това, всяка оксидация на манган произвежда два електрона на клетка, макар количеството АТФ и НАД, което може да се синтезира, варира според pH. Все още съществуват много неясноти относно този тип бактерии, тъй като не са били изучавани задълбочено.